# Hoplandria kisatchie
Hoplandria kisatchie är en skalbaggsart som beskrevs av François Génier 1989. Hoplandria kisatchie ingår i släktet Hoplandria och familjen kortvingar. Inga underarter finns listade i Catalogue of Life.